# Phillerson
Phillerson (* 15. Dezember 1998), mit vollständigen Namen Phillerson Natan Silva de Oliveira, ist ein brasilianischer Fußballspieler.

## Karriere
Phillerson stand 2019 beim AA Itararé im brasilianischen Itararé unter Vertrag. Wo er vorher gespielt hat, ist unbekannt. 2020 ging er nach Thailand. Hier schloss er sich in Ayutthaya dem Drittligisten Pathumthani University FC an. Im Juli 2020 wechselte er zum Drittligisten Trang FC. Mit dem Verein aus Trang spielte er in der Southern Region der Liga. Nach der Hinrunde wechselte er im Dezember 2020 zum Ligakonkurrenten Nakhon Si United FC. Mit dem Verein aus Nakhon Si Thammarat wurde er am Ende der Saison 2021/22 Vizemeister der Region und man qualifizierte sich für die Aufstiegsspiele zur zweiten Liga. Hier belegte man den dritten Platz und stieg somit in die zweite Liga auf. Sein Zweitligadebüt gab Phillerson am 12. August 2022 (1. Spieltag) im Auswärtsspiel gegen den Erstligaabsteiger Chiangmai United FC. Hier stand er in der Startelf und wurde in der 77. Minute gegen Vichitchai Chauysinol ausgewechselt. Chiangmai gewann das Spiel 3:2. Nach insgesamt 49 Ligaspielen und zehn geschossenen Toren wurde sein Vertrag im Sommer 2023 nicht verlängert. Ende Juli 2023 ging er in die Vereinigten Arabischen Emirate. Hier schloss er sich dem Al Dhaid SC in Dhaid an. Nach einer Spielzeit kehrte er nach Thailand zurück. Hier unterschrieb er in Trat einen Vertrag beim Erstligaabsteiger Trat FC.

## Sonstiges
Phillerson ist der Bruder von Diego Oliveira Silva.